# Шаррит-де-Ба
Шарри́т-де-Ба (фр. Charritte-de-Bas) — коммуна во Франции, находится в регионе Аквитания. Департамент — Атлантические Пиренеи. Входит в состав кантона Монтань-Баск. Округ коммуны — Олорон-Сент-Мари.
Код INSEE коммуны — 64187.

## География

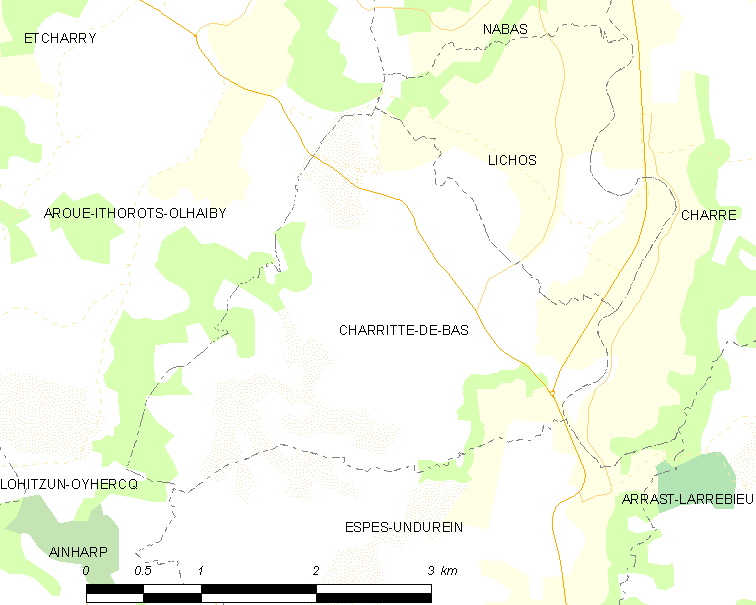
Карта коммуны

Коммуна расположена приблизительно в 670 км к югу от Парижа, в 175 км южнее Бордо, в 45 км к западу от По.
На востоке коммуны протекает река Сезон.

### Климат
Климат тёплый океанический. Зима мягкая, средняя температура января — от +5°С до +13°С, температуры ниже −10 °C бывают редко. Снег выпадает около 15 дней в году с ноября по апрель. Максимальная температура летом порядка 20-30 °C, выше 35 °C бывает очень редко. Количество осадков высокое, порядка 1100 мм в год. Характерна безветренная погода, сильные ветры очень редки.

## Население
Население коммуны на 2010 год составляло 242 человека.
| 1962 | 1968 | 1975 | 1982 | 1990 | 1999 | 2010 |
| ---- | ---- | ---- | ---- | ---- | ---- | ---- |
| 318  | 301  | 291  | 285  | 273  | 247  | 242  |

## Администрация
| Период | Период | Фамилия             | Партия                    | Примечания |
| ------ | ------ | ------------------- | ------------------------- | ---------- |
| 1995   | 2008   | Юбер Лагарон        | Союз за народное движение |            |
| 2008   | 2014   | Лоран Этчеберри     |                           |            |
| 2014   | 2020   | Кристиан Жонкоальса |                           |            |

## Экономика
В 2010 году среди 145 человек трудоспособного возраста (15-64 лет) 105 были экономически активными, 40 — неактивными (показатель активности — 72,4 %, в 1999 году было 69,7 %). Из 105 активных жителей работали 99 человек (56 мужчин и 43 женщины), безработных было 6 (1 мужчина и 5 женщин). Среди 40 неактивных 10 человек были учениками или студентами, 20 — пенсионерами, 10 были неактивными по другим причинам.

## Фотогалерея

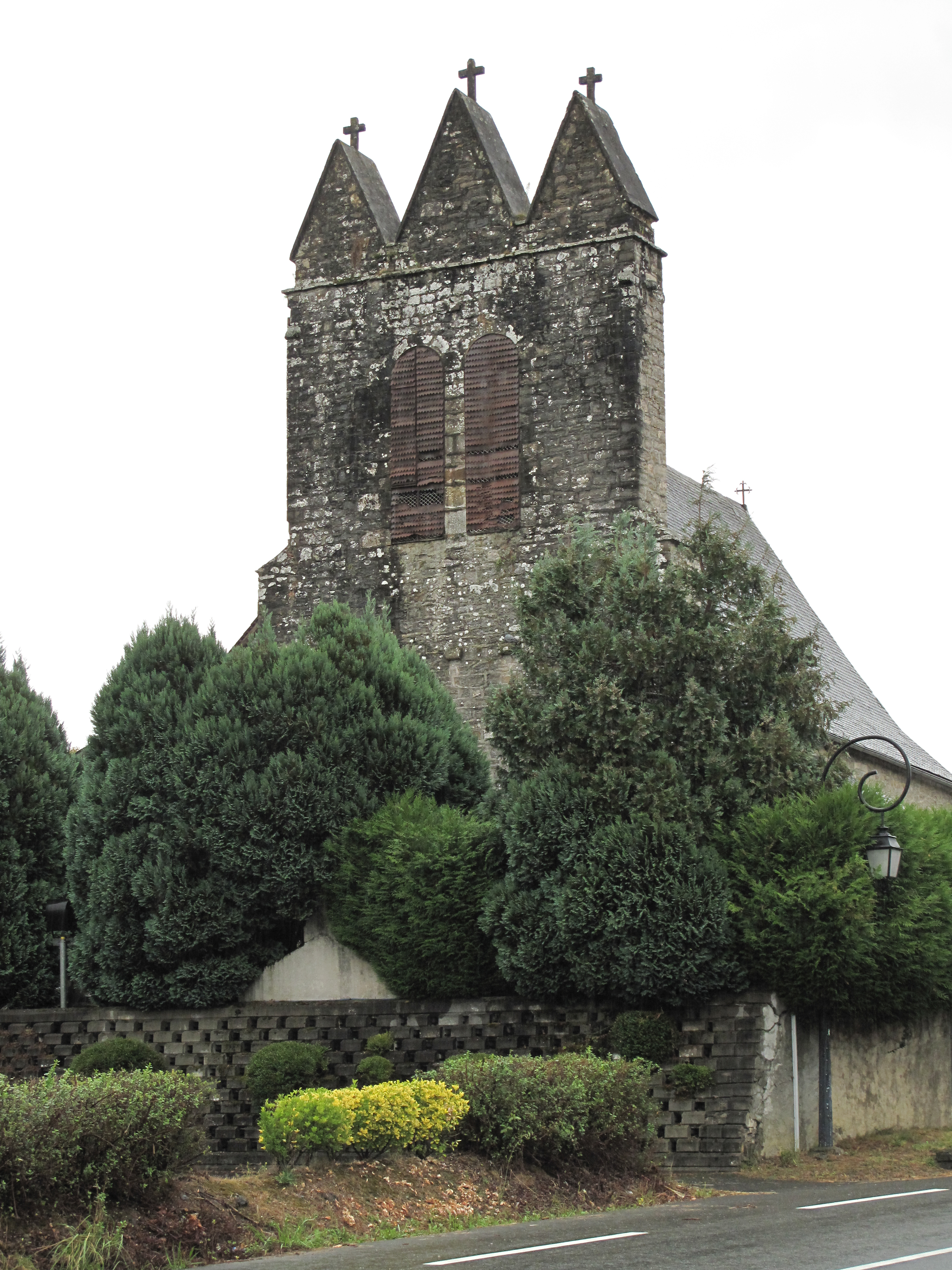
Церковь
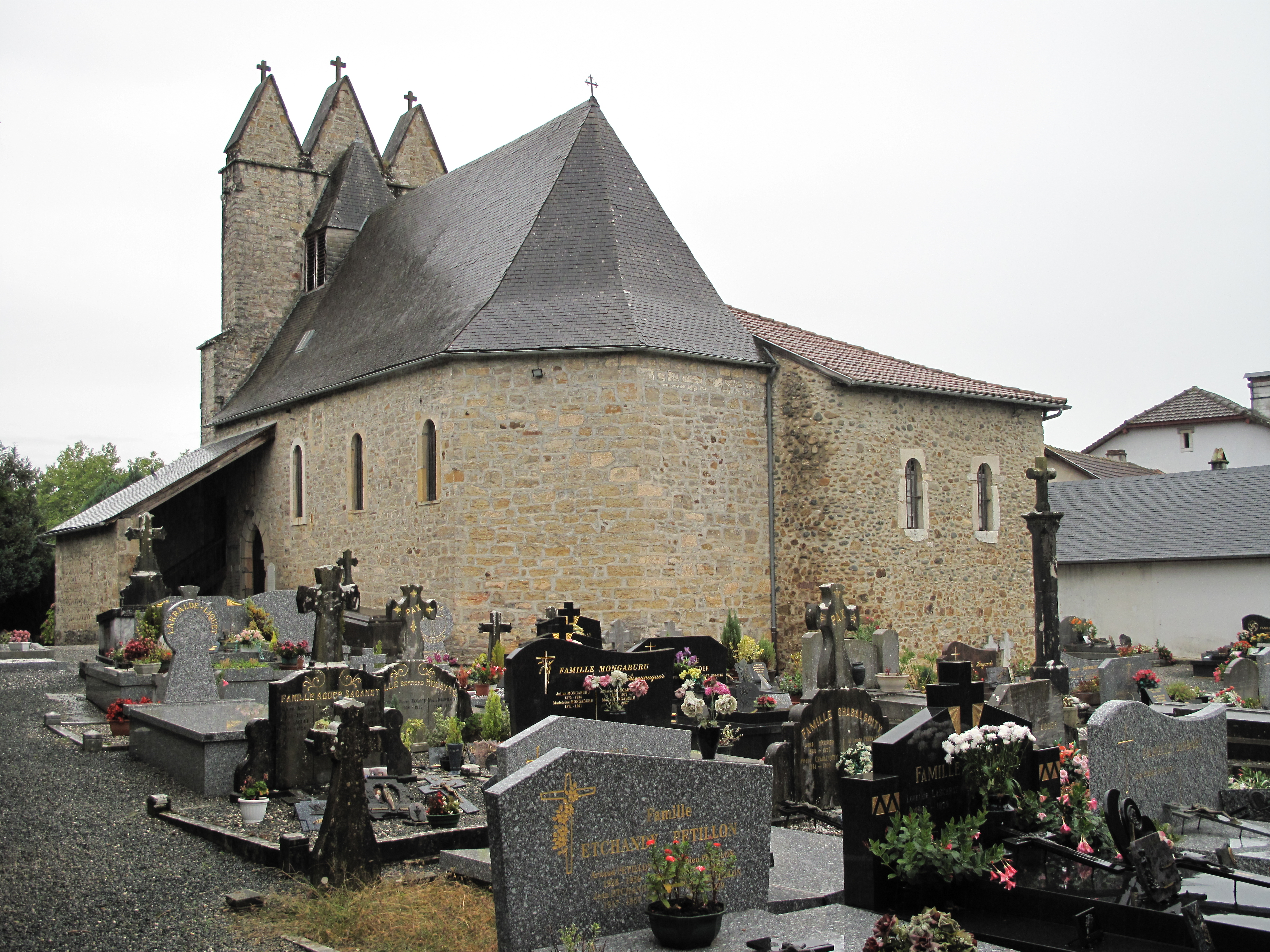
Церковь
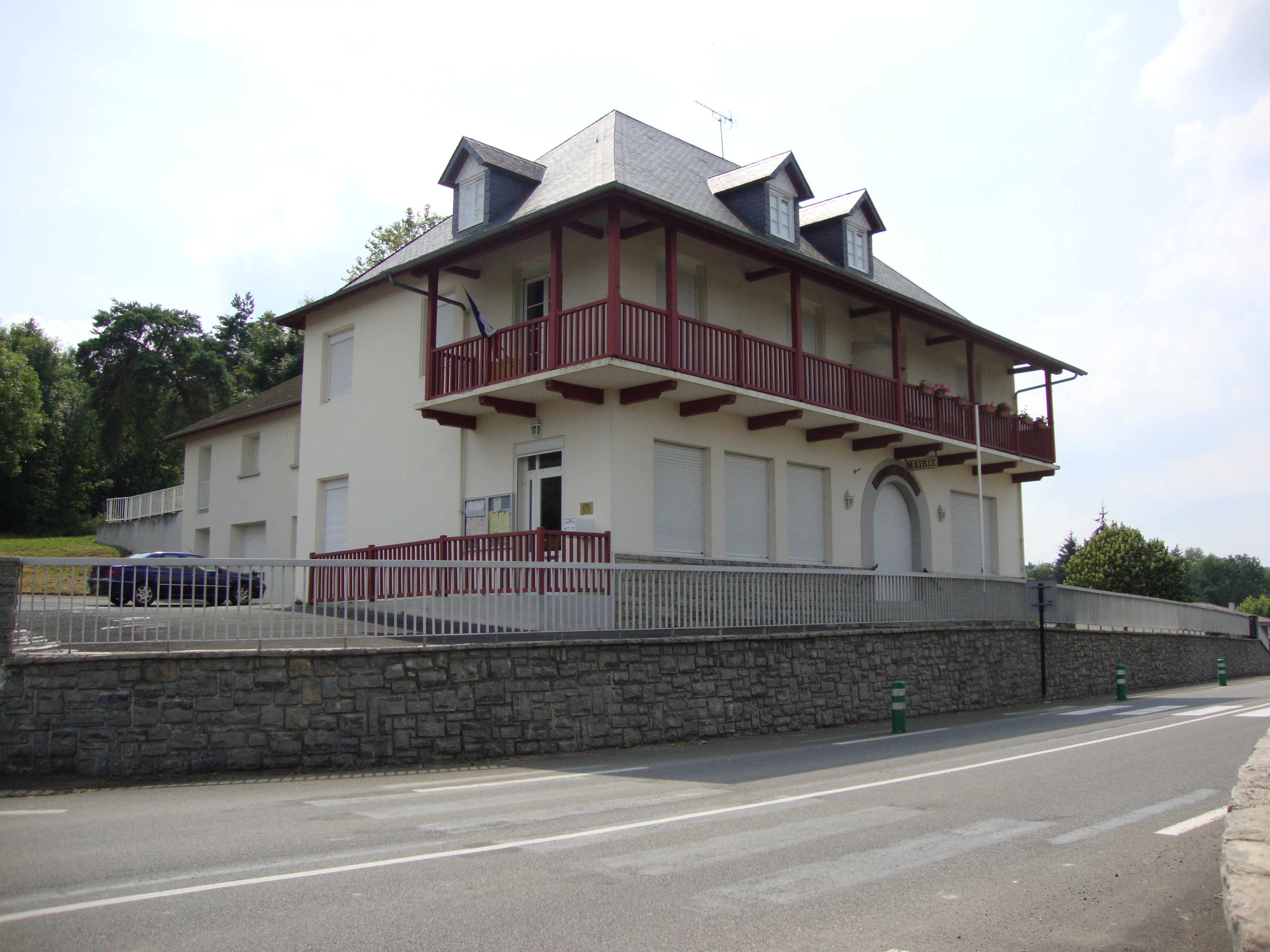
Мэрия
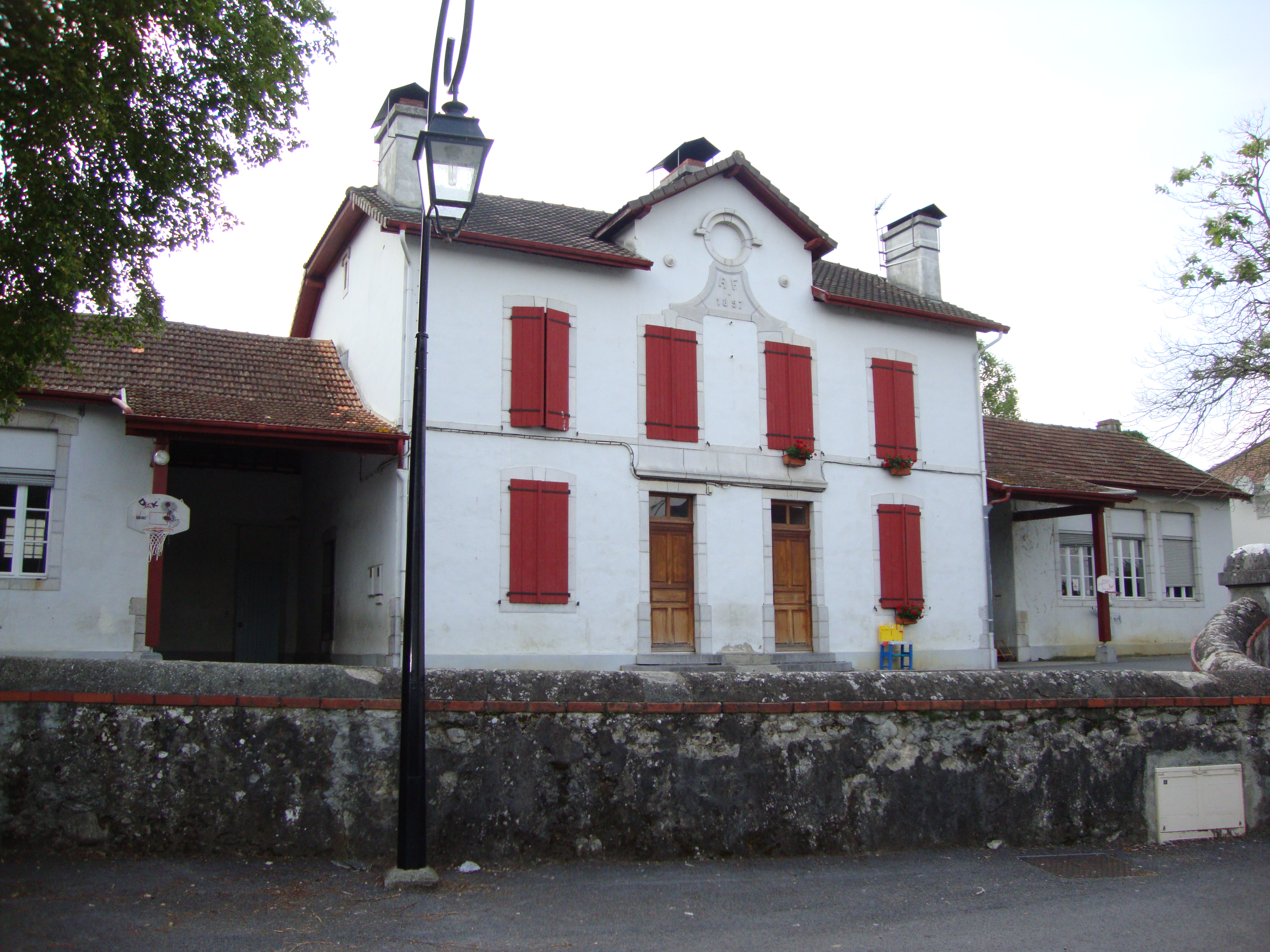
Школа
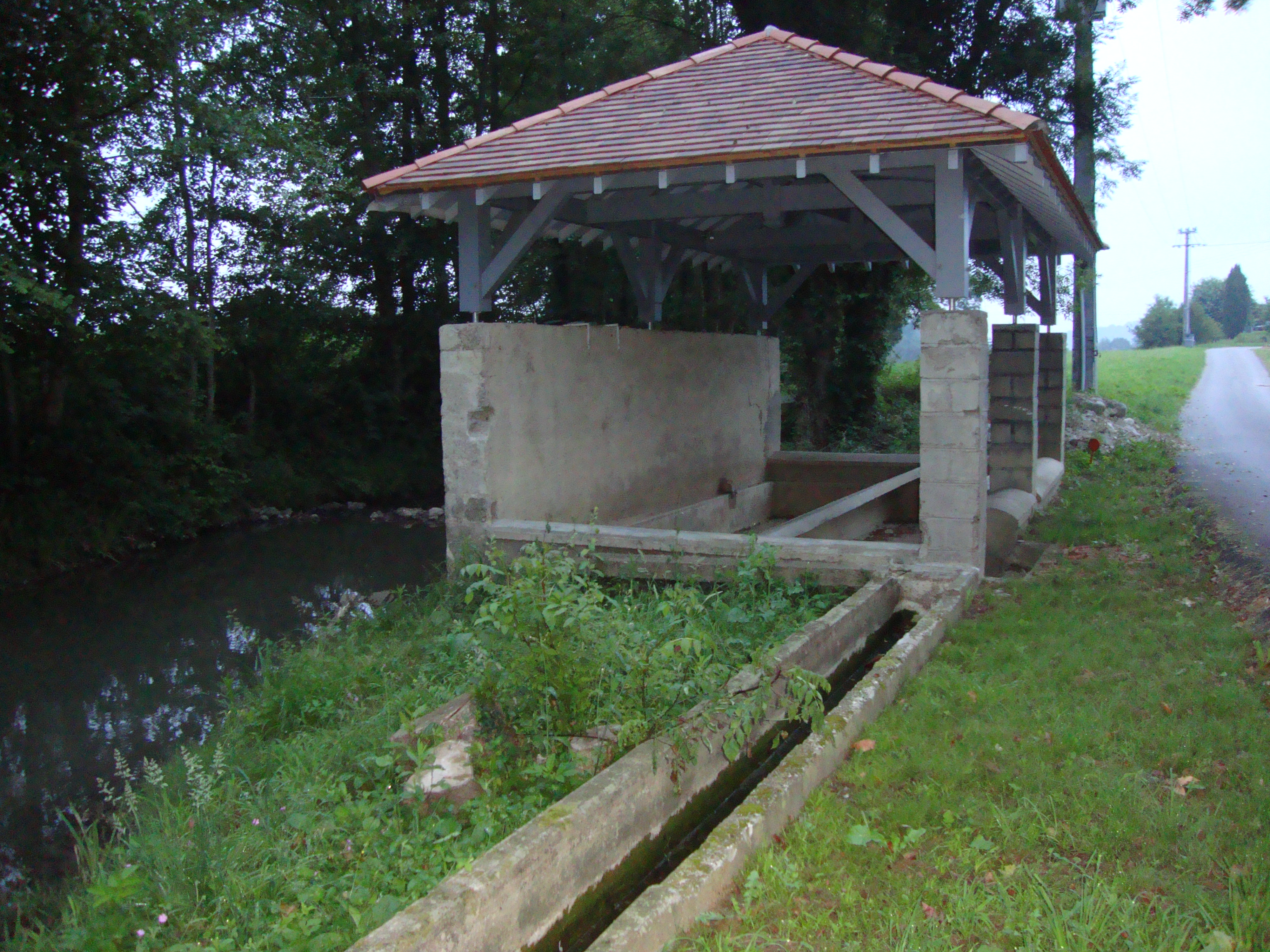
Общественная прачечная
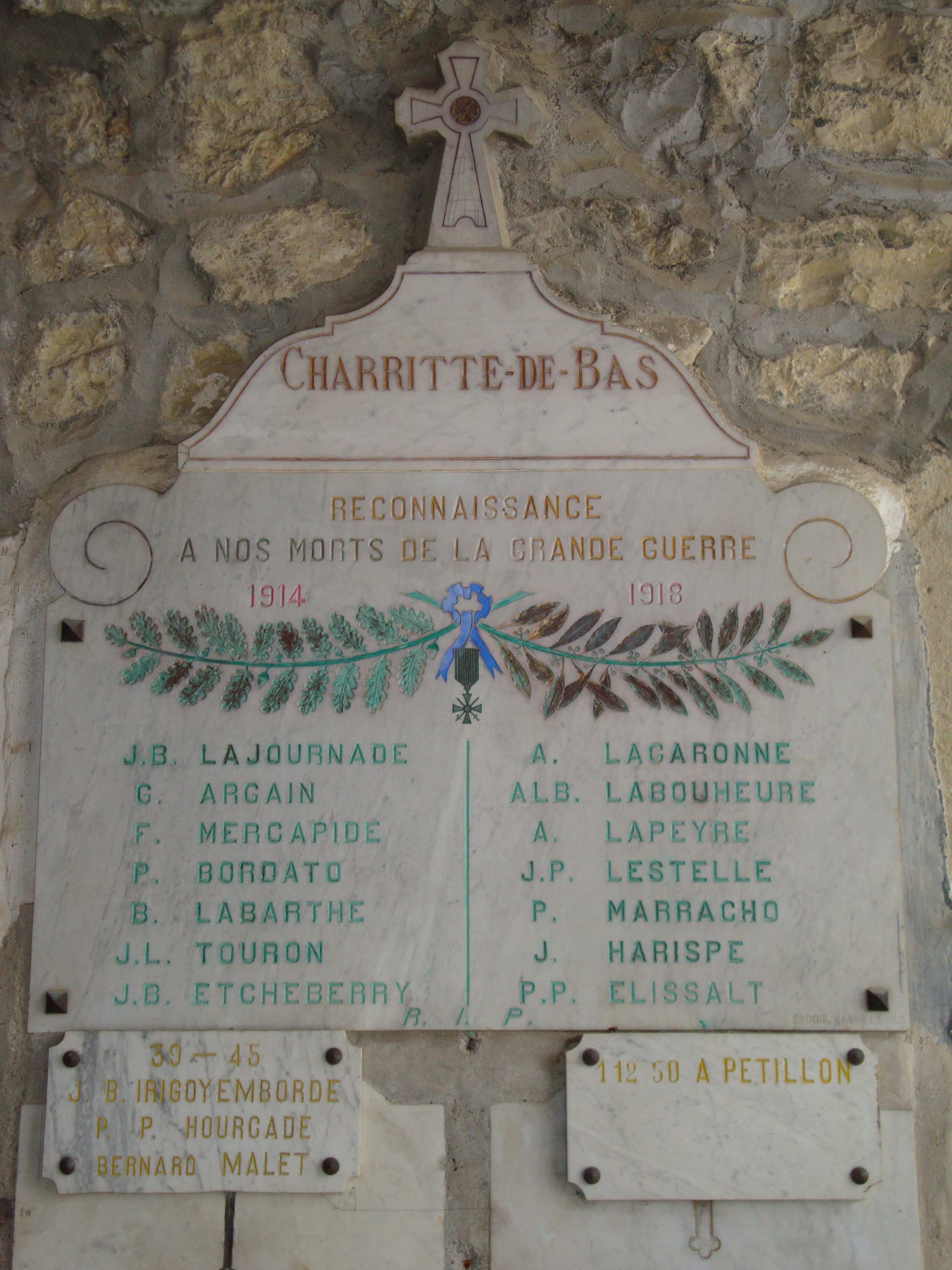
Военный мемориал
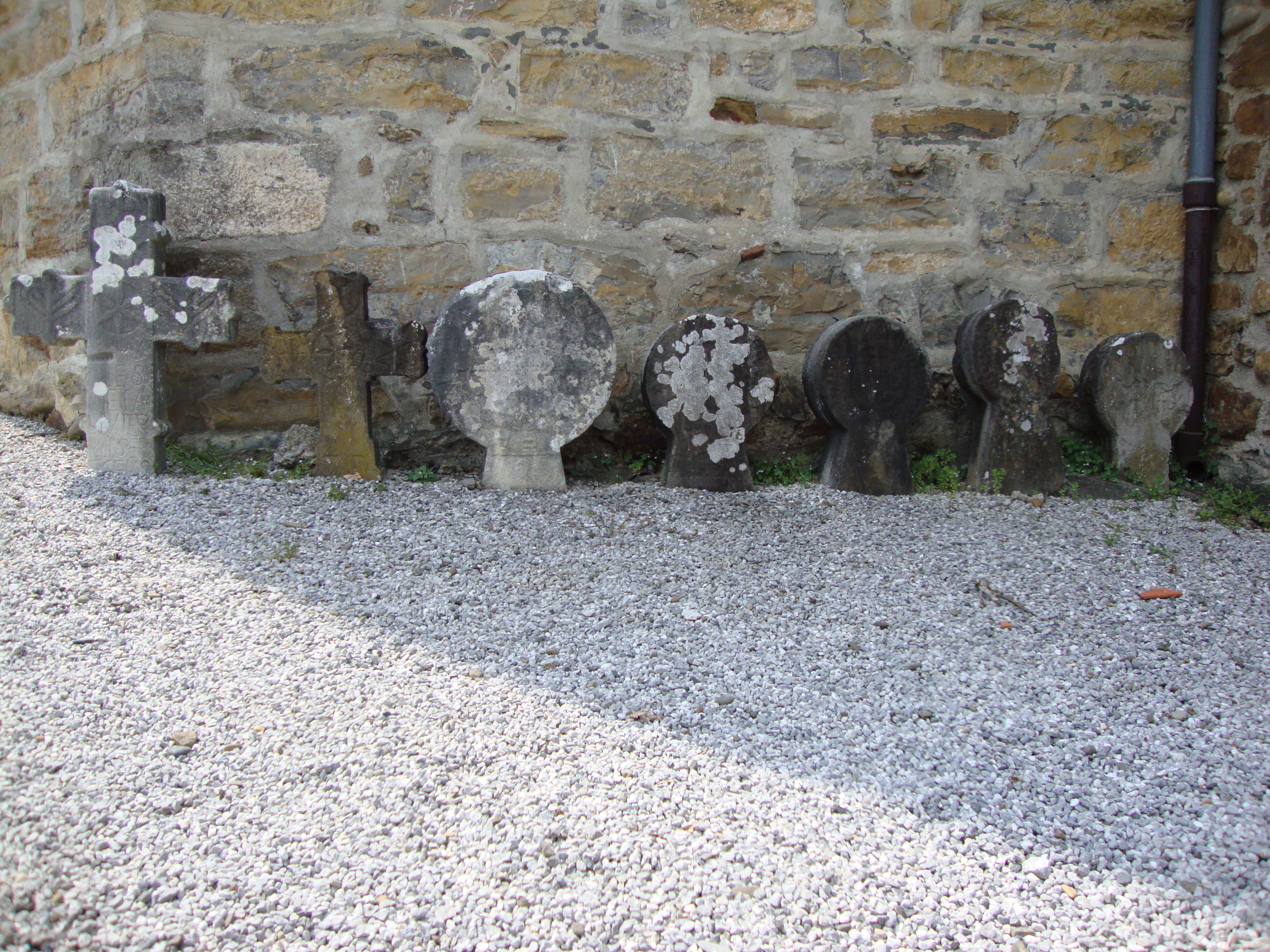
Баскские стелы